# Фрост, Чарльз Кристофер
Чарльз Кри́стофер Фрост (англ. Charles Christopher Frost; 1805—1880) — американский сапожник и миколог-самоучка.

## Биография
Чарльз Кристофер Фрост родился в поселении Братлборо на территории Вермонта 11 ноября 1805 года в семье сапожника Джеймса Фроста и Элизабет Стюарт. Учился в местной школе, однако после инцидента с учителем в 15-летнем возрасте покинул её и присоединился к компании отца, став сапожником. Сначала Фрост стал изучать математику, затем — химию, физику, геологию и метеорологию, после встречи с врачом Уиллардом Паркером остановился на изучении растений. Вскоре Фрост заинтересовался тайнобрачными растениями, в частности, мхами и лишайниками. Затем он стал зарисовывать акварелью болетовые грибы.
Для чтения литературы по микологии Фрост выучил латинский, французский и немецкий языки. На протяжении почти 50 лет Фрост был хозяином сапожной мастерской, по утрам работав там, а днём отправляясь на прогулки в лес для изучения мхов и грибов. Он вёл переписку с микологами как в США, так и в Европе.
Чарльз Фрост скончался 16 марта 1880 года в Братлборо.

## Грибы, названные в честь Ч. Фроста
- Frostiella Murrill, 1942 [= Boletellus Murrill, 1909]
- Agaricus frostianus Peck, 1879 [= Amanita frostiana (Peck) Sacc., 1887]
- Boletus frostii J.L.Russell, 1874
- Diatrypella frostii Peck, 1878
- Lycoperdon frostii Peck, 1879
- Parmelia frostii Tuck., 1882 [= Melanelia culbersonii (Hale) A.Thell, 1995]
- Squamaria frostii Tuck., 1858 [= Dirinaria frostii (Tuck.) Hale & W.L.Culb., 1970]